# Clima mediterrani

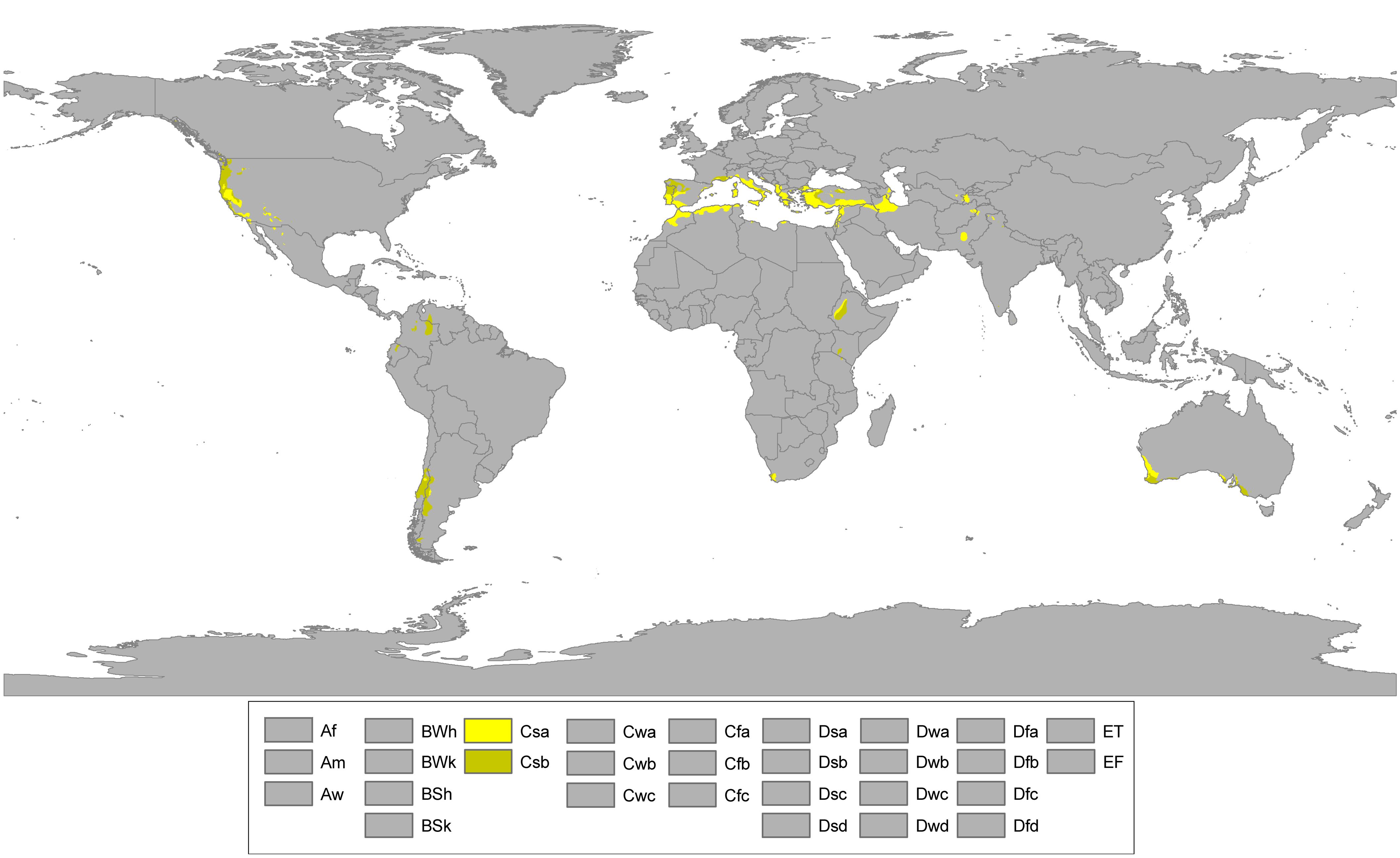
Les zones de clima mediterrani segons la classificació climàtica de Köppen.
Clima mediterrani d'estiu càlid (Csa)
Clima supra-mediterrani d'estiu càlid (Csb)

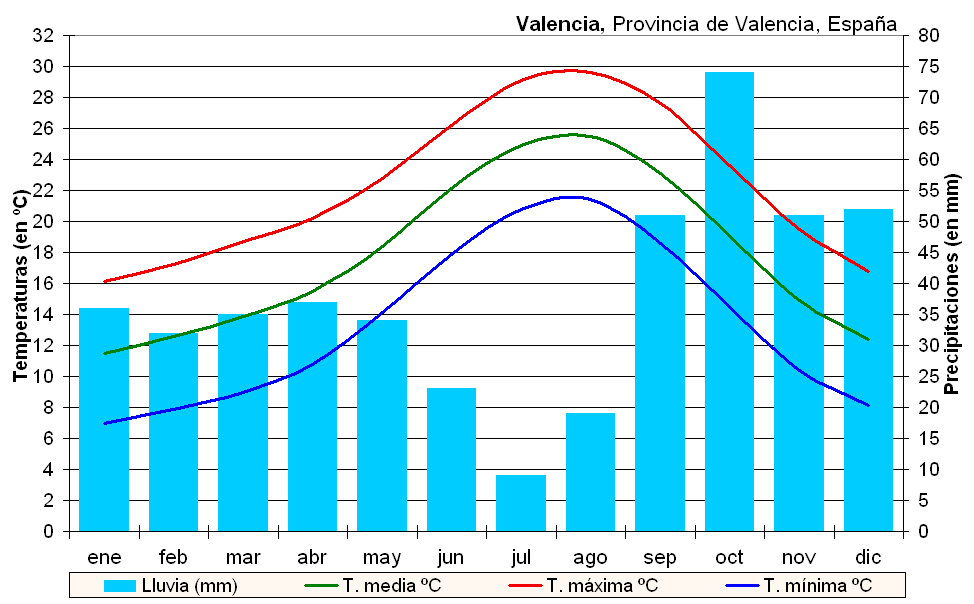
Climograma de València, típicament mediterrani

El clima mediterrani és un clima de transició entre el clima temperat i el clima subtropical i tropical. Aquestes dues àrees tenen una vegetació netament diferenciada que ressegueix els paral·lels 35° N i S de la Terra. L'àrea temperada es caracteritza per tenir una pluviositat abundant i regular durant tot l'any (més de 800 mm), amb temperatures suaus a l'estiu i un període més o menys llarg de glaçades a l'hivern. Això dona una vegetació esponerosa, de caràcter caducifoli, amb un estrat herbaci nemoral, un estrat arbustiu esclarissat i un estrat arbori alt i ben desenvolupat. Solen ser sòls profunds i rics en nutrients i aigua.
El clima mediterrani es caracteritza especialment per un règim amb un dèficit hídric durant la part càlida de l'any. És un clima amb pluges estacionals, però la seva distribució és inversa a la del clima tropical: no plou a l'estiu. D'altra banda, els mesos d'hivern són suaus (l'estiu austral) tot i que pot arribar a glaçar. Les precipitacions anuals són intermèdies entre les dels climes temperat i tropical i les del clima subtropical (oscil·len entre els 250 i 800 mm generalment). Així doncs, el clima mediterrani és una barreja de clima temperat amb característiques tropicals, cosa que el fa enriquir-se d'elements de la flora d'ambdues latituds. Té un estrat arbustiu i lianoide molt desenvolupat, d'herència tropical, que enriqueix el bosc i el fa atapeït i de vegades fins i tot impenetrable. El fullatge dels arbres i arbustos es manté viu tot l'any, estalviant així una excessiva producció de material vegetal, molt costós de fer per estar ple de defenses. Aquestes defenses poden ser de tipus físic (fulles esclerofil·les, és a dir, dures i resistents a la deshidratació, agullons, pilositat...), químic (fulles aromàtiques, pudents o verinoses) o biològic (secretant substàncies per alimentar a petits insectes depredadors que mantenen la planta lliure de plagues). Són estratègies desconegudes en el món temperat i que barregen les del món tropical humit (fulles perennes) i sec (fulles xeromorfes, espiniscents, aromàtiques, atractores de formigues).

## Localització
Dins dels climes del món, el mediterrani ocupa relativament molt poca superfície i sempre en el costat occidental dels continents entre els 30 i 45 graus de latitud al nord i sud de l'Equador (punts propers als tròpics), ja que en la banda oriental les pluges d'estiu són molt importants.
A més de tota la conca mediterrània (i àrees properes) també tenen clima mediterrani parts de l'extrem sud d'Àfrica, de l'oest d'Austràlia, de Xile, de Califòrnia i Oregon.
Les illes macaronèsiques es consideren plenament mediterrànies pel que fa al règim de precipitacions encara que el règim de temperatures ja sigui subtropical.
La influència pluviomètrica mediterrània arriba fins a l'Afganistan, però ja dins d'un clima d'estepa o subdesèrtic.
El total anual de pluja oscil·la entre un mínim d'uns 200 litres (Almeria) a ultrapassar els 1.000 litres com a Gènova o Algesires. En tots els casos la precipitació d'estiu no és suficient per cobrir l'evapotranspiració de les plantes.

## Causes del clima mediterrani
A la Conca del Mediterrani hi va haver un canvi important aproximadament fa 3,2 milions d'anys amb l'aparició del ritme climàtic Mediterrani que va causar la individualització dels elements florals mediterranis moderns. Les fluctuacions climàtiques mediterrànies del Quaternari van començar aproximadament fa 2,3 milions d'anys (Glacial primerenc) causant el canvi de clima i l'organització de la vegetació de tipus mediterrani.
La localització intermèdia entre la zona subtropical i la temperada fa que durant l'estiu les altes pressions dominin i les pluges, o siguin absents o només ocasionals. A la resta de l'any hi poden penetrar els fronts de pluges de la zona temperada occidental.

## Descripció
El clima mediterrani es pot comparar tant amb el clima subtropical (en el clima mediterrani típic) com amb el clima temperat (en el clima mediterrani continentalitzat) per les seves similituds. Però un factor que caracteritza i fa únic al clima mediterrani és els seus estius secs i calorosos, encara que els seus hiverns són temperats.El nom del clima mediterrani s'origina pel fet que a la Conca del Mediterrani aquest clima és molt típic, i també majoritari. Però no és present només en una sola àrea, també és present en altres zones del planeta, com ara a les costes oest de Califòrnia i Xile., al sud d'Àfrica i a les costes sud-oest d'Austràlia. Es caracteritza per tenir una pluviositat irregular durant tot l'any (de 200 a 1.000 mm), amb temperatures suaus a l'estiu i un període més o menys llarg de gelades a l'hivern. La vegetació resultant és arbòria de tipus perennifoli principalment amb arbres relativament baixos i estrats herbacis i arbustius.
El clima mediterrani també és un clima amb pluges estacionals, hi ha una pluviositat molt concentrada en els mesos de primavera i de tardor. No plou gaire a l'estiu, cosa la qual provoca un gran estrès hídric. És bastant contrària al clima tropical. D'altra banda, als mesos d'hivern hi pot arribar a gelar. Les precipitacions anuals són intermèdies entre les dels climes temperat i tropical i les del clima subtropical. Així doncs, el clima mediterrani és una barreja de clima temperat amb característiques tropicals, cosa que l'enriqueix d'elements de la flora d'ambdues latituds. Té un estrat arbustiu, lianoide i de gramínies molt desenvolupat, d'herència tropical, que enriqueix el bosc i ho fa atapeït i a vegades fins i tot impenetrable. El fullatge de la majoria dels arbres i arbustos roman a la planta tot l'any, estalviant així una excessiva producció de material vegetal, molt costosa de fer. Les defenses contra els herbívors poden ser de tipus físic (fulles esclerofil·les, és a dir, dures i resistents a la deshidratació, agullons, pubescència), químic (fulles aromàtiques, pestilent o verinoses), o biològic (secreten substàncies per alimentar a petits insectes depredadors que mantenen lliure de plagues a la planta). Són estratègies desconegudes en el món temperat, i que barregen les del món tropical humit (fulles perennes) i sec (fulles xeromorfes, espinoses, aromàtiques, atraients per a les formigues).

### Precipitacions
En general les precipitacions totals augmenten de sud a nord en l'hemisferi nord i a l'inrevés al sud. També augmenten amb l'altitud de l'estació per exemple a la serra andalusa de Grazalema les pluges anuals ultrapassen els 2.000 litres tot i la manca de pluja a l'estiu.
La irregularitat pluviomètrica anual és molt marcada i oscil·la entre el 20 i el 50% en contrast amb els climes oceànics on acostuma a ser inferior al 15%.

### Temperatures
Els hiverns relativament suaus són també característics. La classificació habitual americana considera que la temperatura mitjana del mes més fred ha de ser superior als 7 °C. En la classificació agroclimatològica de Papadakis els hiverns mediterranis es troben que tenen glaçades lleugeres que permeten el conreu d'oliveres i en els casos de clima més suau els cítrics.
La temperatura mitjana d'estiu se situa entre els 20 i 26 °C.
En general, la temperatura mitjana en les localitats amb clima mediterrani oscil·la entre els 12 i els 18 °C.

## Els diferents ecosistemes mediterranis
No totes les zones mediterrànies del món són iguals. De fet, la influència dels oceans i de les borrasques que tenen associades disposa que la pluja caigui en diferents èpoques de l'any, malgrat coincideixi sempre que no sigui als mesos més càlids. Generalment, els màxims de pluges solen anar associats al solstici d'hivern, que és quan les borrasques de latituds fredes s'acosten cap a l'equador en retirar-se els potents anticiclons subtropicals.
En canvi, en els llocs allunyats de la influència oceànica, com passa a la part occidental de la conca mediterrània, les borrasques hi arriben molt desgastades i les pluges hivernals hi són escasses. Aleshores, les pluges més importants es donen en els equinoccis de primavera i de tardor, lligades a irrupcions d'aire fred en alçada. Són pluges derivades de masses d'aire inestables i no pas pluges provocades pels fronts associats a les borrasques. Això fa que la intensitat i la durada d'aquestes pluges sigui molt diferent. Les pluges frontals són pluges generalitzades que no acostumen a ser de gran intensitat, sinó més aviat suaus i continuades. En canvi, les pluges equinoccials solen ser d'una gran violència, localitzades, i que poden venir acompanyades de llamps i trons i calamarsades.
Les mediterrànies d'ultramar, és a dir, la costa de Califòrnia, la costa de Xile central, les àrees de Sidney i Canberra australianes, i la franja costanera sud-africana vora Ciutat del Cap són el paradigma del primer cas comentat, on la influència oceànica dona lloc a pluges concentrades a l'hivern principalment. Tanmateix, Sud-àfrica i Austràlia estan influïdes pels ciclons tropicals, de manera que a l'estiu poden produir-se algunes precipitacions.
Molts dels esdeveniments històrics tant geològics com climàtics han determinat la distribució i riquesa actual de la flora mediterrània. Cada àrea de les diferents mediterrànies del món ha tingut el seu passat peculiar, però es pot dir que l'evolució de la flora ha estat des del principi separada en dues grans àrees: les terres de l'hemisferi sud i les terres de l'hemisferi nord.
Així, Austràlia, Sud-àfrica i Sud-amèrica presenten moltes plantes properes, que deriven d'una flora pretèrita única que poblava Gondwana. Famílies senceres de plantes tenen una repartició eminentment austral (proteàcies, podocarpàcies, ericàcies, restionàcies, mirtàcies, etc.) amb gran diversitat de gèneres i d'espècies que de cada continent són endèmics. Això és així degut al relatiu aïllament que han patit aquestes terres un cop separades fa tants milions d'anys (només trencat per alguns fenòmens migratoris transoceànics i per la connexió ara fa 5 milions d'anys de les dues Amèriques), fet que ha promogut una forta especiació i ancianitat de la flora (un exemple d'això podria donar-se amb la repartició dels gèneres de coníferes, on retrobem els representants més antics com Podocarpus, Araucaria, Welwitschia, Fitzroya o Larix americà en àrees australs, i els més nous com Pinus, Abies, Picea, Larix en àrees boreals). També és força simptomàtic que la família de plantes en flor o angiospermes més arcaica estigui confinada a l'hemisferi sud (winteràcies).
En canvi, Nord-amèrica, Europa i Àsia són profundament diferents. De fet, les coses que tenen en comú són més dirigides a l'absència que a la presència grups afins (manquen famílies tropicals i australs). Àsia concentra els representants més arcaics de la flora boreal (seguint l'exemple posat de les coníferes, gèneres paleoendèmics com Ginkgo, Ephedra, Cryptomeria, Metasequoia, etc.). També és el centre de màxima diversitat de molts gèneres i famílies repartits per l'hemisferi nord com Fagus, Cupressus, Taxus, Magnòlia (que d'altra banda és la família d'angiospermes més primitiva de l'hemisferi nord). De fet, es pensa que Àsia ha estat un dels principals punts d'especiació de la flora boreal, i on l'efecte de les últimes glaciacions ha estat més atenuat.
Amèrica del Nord i Europa han tingut una història recent que ha marcat profundament la vegetació actual. La flora terciària, esponerosament selvàtica, va sucumbir a les glaciacions, deixant pas als elements més septentrionals de la flora, adaptats al fred i la neu. Però malgrat tot, tot i que es pot dir que la duresa i tenacitat del mal temps va ser equiparable en ambdós continents, la sort que van patir les seves plantes va ser discordant.
Amèrica del Nord, degut al moviment horitzontal de les seves plaques tectòniques, té una orogènia en sentit vertical, que va seguint el meridià de la Terra. Això va permetre el desplaçament latitudinal de la seva flora en àrees refugi que es trobaven a més o menys alçada, i va preservar de l'extinció nombroses espècies.
Europa, causat pel moviment vertical de les seves plaques tectòniques, té una orogènia en sentit horitzontal, que va seguint el paral·lel de la Terra. Això va interrompre el desplaçament latitudinal de la seva flora, aïllant-la en indrets minúsculs relictuals (on les glaciacions no tenien tant efecte per raons microclimàtiques), donant lloc a l'extinció de nombroses espècies.
Un exemple de la conseqüència final de tot això és que existeixi quasi el doble d'espècies dels gèneres Quercus i Pinus a la petita àrea californiana mediterrània (d'uns 150 000 km²) que en tot Europa (d'uns 6 000 000 km²), on es barregen climes tan diversos com el mediterrani, el temperat, o el boreal.

## Adaptacions morfològiques i fisiològiques de les plantes mediterrànies
El clima mediterrani presenta unes restriccions acusades per a la vida durant l'època d'estiu. La manca de precipitacions conjuntament amb les elevades temperatures produeixen unes condicions de gran demanda d'aigua per a les plantes.
El potencial d'evaporació que presenta l'atmosfera és molt elevat. Qualsevol planta que no tingués cap mecanisme per aturar l'aigua que contenen els vasos conductors de la planta provinents de les arrels de seguida quedaria xuclada i dessecada. És per això que totes les plantes, no només les mediterrànies, tenen unes comportes que s'obren i tanquen anomenades estomes, i que es troben a totes les fulles. Són les boques per on la planta transpira, fotosintetitza de dia, i respira de nit (per manca de llum).
Aquestes comportes en el cas de les plantes del nostre clima, estan molt ben regulades, i protegides d'una excessiva calor i dessecació per pèls i criptes (cavernes) que les posen al raser.
Això fa que durant les hores més càlides i els dies més secs, els estomes estiguin tancats, i així evitin excessives pèrdues d'aigua que podrien deixar sense ella a fulles i arrels.
L'aigua és important perquè no es perdin les parets vegetals de la fulla, les plantes han desenvolupat més estratègies. D'una banda, han enfortit i impermeabilitzat les fulles amb un teixit molt resistents anomenat esclerènquima, que impossibilita la partida d'aigua que no sigui pels estomes. És per això que les fulles amb aquest tipus d'adaptació s'anomenen fulles esclerofil·les. D'altra banda, per evitar un excessiu escalfament del teixit vegetal en les hores que la planta no transpira (cal pensar que quan es transpira hi ha una pèrdua neta d'energia calorífica i això redunda en una refrigeració activa de la fulla), la fulla redueix la seva superfície absoluta i també redueix la relació que té amb el volum de la fulla (relació superfície/volum que té el seu òptim en les formes esfèriques o bé cilíndriques). Això fa que les fulles de la planta siguin petites i aplanades o bé llargues i cilíndriques (o bé recorbades com el romaní).
Una altra adaptació a l'excés de temperatura és el recobriment per una densa capa de pèls blancs i llanosos que aïllen a la planta de les temperatures extremes i reflecteixen els rajos solars, evitant així el màxim l'aborció de calor.
Una adaptació extrema que tenen les plantes de climes àrids és la suculència. Aquest és un fenomen que presenten moltes famílies diferents de plantes crasses (cactàcies, agavàcies, crassulàcies, asclepiadàcies, bromeliàcies, liliàcies, etc.). Totes elles tenen la característica de presentar un gran reservori d'aigua que engruixeix tiges i fulles, tornant-les al tacte toves i turgents.
Aquest magatzem d'aigua proporciona a la planta una relativa autosuficiència i la prevé de llargues èpoques de sequera. A més a més, aquestes separen en el temps les dues fases de la fotosíntesi (captació de CO₂ i captació de llum). Això les hi permet poder tenir tancats els estomes de dia (no cal tenir-los oberts perquè captin llum les clorofil·les) i obrir-los de nit per emmagatzemar el CO₂ que l'endemà servirà per poder acomplir la fotosíntesi. L'avantatge d'obrir els estomes de nit és que la demanda de transpiració disminueix causat per la temperatura més freda, evitant així pèrdues excessives d'aigua.

## Canvi climàtic i clima mediterrani
A la mediterrània, hi ha una creixent preocupació en la gestió dels recursos hídrics originada en els canvis que està patint el clima causat pel canvi climàtic. Es preveu per les dècades entrants que hi haurà un augment sever en la irregularitat pluviomètrica a les regions del clima mediterrani, tant per un augment de sequeres (cosa la qual afavorirà la desertització) com pels episodis de pluges torrencials, difícils de gestionar per l’incapacitat de retenir tota l’aigua que s'acumula de cop. Aquests canvis en el comportament de la pluja poden donar a lloc a nous reptes administratius i de gestió hídrica, tant com a noves prevencions de riscos climàtics.
El clima mediterrani pot patir un increment substancial del nombre i durada de sequeres, especialment la conca mediterrània i l'oest de Sud-africà.
A més, segons el darrer informe de l'IPCC (Grup Intergovernamental sobre el Canvi Climàtic), els episodis extrems de pluja podrien ocasionar-se esporàdicament en aquestes regions durant períodes secs i perllongats, que suposa un augment de la irregularitat de la pluja. No obstant això, aquests fenòmens extrems de precipitació augmentarien la seva ocurrència, principalment, en zones climàtiques actualment humides i regulars pluviomètricament d'Europa septentrional i Amèrica del Nord, i en àrees tropicals tradicionalment afectades pels monsons.
Si l’emissió de gasos d’efecte hivernacle segueix a aquest ritme, es preveu el pitjor pronòstic, els escenaris són el RCP6,0 i el RCP8,5 i projecten un increment respecte del moment actual (2014) de 2 °C de la temperatura mitjana planetària per finals del segle XXI. Al clima mediterrani això suposa un augment de la sequera providencial a les zones seques i un increment de les precipitacions a les àrees mediterrànies ja humides. Per tant, trobarem un repartiment encara més desigual que a l'actualitat.
Això afavoreix (l'augment de la temperatura mitjana) una evaporació més ràpida i de grans masses d’aigua.
Aquesta evaporació comportarà, alhora, un major contingut de vapor d'aigua a l'atmosfera, que podria ser el causant de més quantitat i intensitat de precipitació a escala planetària en el futur.